# Ljusnedals församling
Ljusnedals församling var en församling i västra Härjedalen i Härnösands stift och i Härjedalens kommun, Jämtlands län. Församlingen uppgick 2006 i Tännäs-Ljusnedals församling.
Församlingskyrka var Ljusnedals kyrka.

## Administrativ historik
Församlingen bildades på 1680-talet under namnet Mässlinge församling ur Tännäs församling som en bruksförsamling. Namnändring skedde 1757.
Ljusnedals bruksförsamling, som också betraktats som kapellförsamling under Hede församling blev den 5 maj 1922 en annexförsamling då den inte längre behövde betala underhåll för Hede församlings kyrka.
Församlingen var till 1 maj 1925 annexförsamling i pastoratet Hede, Vemdalen Tännäs, Storsjö och Ljusnedal (Mässlinge) som från 1768 även omfattade Hede lappförsamling. Från 1 maj 1925 till 1942 annexförsamling i pastoratet Tännäs, Ljusnedal och Tännäs lappförsamling, från 1942 till 2006 annexförsamling i pastoratet Tännäs och Ljusnedal. Församlingen uppgick 2006 i Tännäs-Ljusnedals församling.

## Allmänt
Församlingen täckte området runt om Ljusnedals bruk vid Ljusnans översta lopp. Församlingen omfattade också delar av fjällområdet. Församlingen hade 411 invånare år 1993 och 452 invånare år 1930 på en yta av 600 km².
Kyrkort var Ljusnedal med Ljusnedals kyrka. 
Hällmålningarna på berget Ruändan, den östligaste delen av Flatruet, låg i Ljusnedals församling. Vid Stor-Mittåkläppens sydsida ligger ett område med fångstgropar.

## Befolkningsutveckling
| Befolkningsutvecklingen i Ljusnedals församling 1810–2020                                                                                         | Befolkningsutvecklingen i Ljusnedals församling 1810–2020 | Befolkningsutvecklingen i Ljusnedals församling 1810–2020 | Befolkningsutvecklingen i Ljusnedals församling 1810–2020 | Befolkningsutvecklingen i Ljusnedals församling 1810–2020 |
| --- | --------------------------------------------------------- | --------------------------------------------------------- | --------------------------------------------------------- | --------------------------------------------------------- |
| |                                                           |                                                           |                                                           |                                                           |
| År |                                                           |                                                           | Folkmängd                                                 |                                                           |
| 1810 | 1810                                                      |                                                           | 239                                                       |                                                           |
| 1820 | 1820                                                      |                                                           | 300                                                       |                                                           |
| 1830 | 1830                                                      |                                                           | 376                                                       |                                                           |
| 1840 | 1840                                                      |                                                           | 406                                                       |                                                           |
| 1850 | 1850                                                      |                                                           | 456                                                       |                                                           |
| 1860 | 1860                                                      |                                                           | 396                                                       |                                                           |
| 1870 | 1870                                                      |                                                           | 376                                                       |                                                           |
| 1880 | 1880                                                      |                                                           | 276                                                       |                                                           |
| 1890 | 1890                                                      |                                                           | 240                                                       |                                                           |
| 1900 | 1900                                                      |                                                           | 372                                                       |                                                           |
| 1910 | 1910                                                      |                                                           | 419                                                       |                                                           |
| 1920 | 1920                                                      |                                                           | 441                                                       |                                                           |
| 1930 | 1930                                                      |                                                           | 434                                                       |                                                           |
| 1940 | 1940                                                      |                                                           | 437                                                       |                                                           |
| 1950 | 1950                                                      |                                                           | 533                                                       |                                                           |
| 1960 | 1960                                                      |                                                           | 535                                                       |                                                           |
| 1970 | 1970                                                      |                                                           | 401                                                       |                                                           |
| 1980 | 1980                                                      |                                                           | 364                                                       |                                                           |
| 1990 | 1990                                                      |                                                           | 401                                                       |                                                           |
| 2020 | 2020                                                      |                                                           | 397                                                       |                                                           |
| Anm: Källor: Demografiska databasen, CEDAR, Umeå universitet, Folkmängden per distrikt, landskap, landsdel eller riket efter kön. År 2015 - 2022. |                                                           |                                                           |                                                           |                                                           |